# Mike Catt
Michael John Catt (Puerto Elizabeth, 17 de septiembre de 1971) es un exjugador británico de rugby nacido en Sudáfrica que se desempeñaba mayoritariamente como fullback. Actualmente es el entrenador de backs de Inglaterra.
Catt fue parte del XV de la Rosa que se consagró Campeón del Mundo en Australia 2003. Con 36 años y un mes, es el jugador más longevo en jugar una final de Copa del Mundo. También fue convocado a los British and Irish Lions para la gira a Sudáfrica 1997 y Australia 2001. Es considerado uno de los mejores fullbacks de Inglaterra de la historia.

## Biografía
Nacido el 17 de septiembre de 1971 en Port Elizabeth, Catt asistió a la Escuela Secundaria Grey en Port Elizabeth hasta 1989 donde representó a la Provincia Oriental. Su madre Anne es inglesa, a través de ella fue elegible para jugar para el XV de la Rosa más tarde y como estudiante realizó una gira por Inglaterra. En el momento, Sudáfrica fue prohibido de la competencia internacional debido a la política de apartheid del país, por esto se trasladó a Inglaterra después de salir de la escuela.
En 2011 Stuart Lancaster fue designado por la RFU entrenador del XV de la Rosa y designó a Catt como entrenador de los backs.

## Selección nacional
Su debut internacional fue contra los dragones rojos, reemplazó a Rob Andrew. Su extraordinario rendimiento contra Canadá en el Twickenham Stadium, donde entró como reemplazo del lesionado Paul Hull, el impacto de su juego y la victoria de Inglaterra, generó que Catt fuera vista como la nueva estrella inglesa de esa temporada.
Catt se retiró de la selección en la final del mundial de Francia 2007 contra Sudáfrica.

### Participaciones en Copas del Mundo
Jugó su primer mundial en Sudáfrica 1995 donde el XV de la Rosa obtuvo el cuarto puesto, es recordado el try de Jonah Lomu donde embistió a Catt. En Gales 1999 Inglaterra fue eliminada en cuartos de final ante los Springboks. En Australia 2003 Catt tuvo un papel importante en cuartos de final ante los dragones rojos y en la final jugó como centro, ocupándose de despejar el balón y así evitar el intenso marcaje a Jonny Wilkinson.
| Mundial                       | Sede      | Resultado        | PJ | Tries |
| ----------------------------- | --------- | ---------------- | -- | ----- |
| Copa Mundial de Rugby de 1995 | Sudáfrica | Cuarto puesto    | 5  | 0     |
| Copa Mundial de Rugby de 1999 | Gales     | Cuartos de final | 3  | 0     |
| Copa Mundial de Rugby de 2003 | Australia | Campeón          | 6  | 2     |
| Copa Mundial de Rugby de 2007 | Francia   | Subcampeón       | 5  | 0     |

## Palmarés
- Campeón de la Copa de Campeones de 1997/98.
- Campeón de la Aviva Premiership de 1992/93, 1993/94 y 1995/96.
- Campeón de la Anglo-Welsh Cup de 1993/94, 1994/95 y 1995/96.